# 雲母飛彈
雲母飛彈（MBDA MICA），又稱為米卡導彈、攔截式空戰導彈，是一種對空、全天候、射後不理、射程覆蓋短程至中程的空對空導彈，可以同時多枚攻擊多目標，發射間隔兩秒。可裝備於飛機和船艦、車輛,或任何有MICA 垂直發射器的地方。雲母飛彈裝有推力矢量（TVC）噴嘴增加機動性。

## 起源
1980年代初期，美國向歐洲國家提出一個構想：由歐洲國家開發一款新型短程空對空飛彈取代AIM-9飛彈、美國則專精開發一款新型空對空飛彈取代AIM-7飛彈，最後兩邊互相採購彼此的新型武器，這個構想最後發展成AIM-132先進短程空對空飛彈與AIM-120先進中程空對空飛彈。法國在得知這個提案後拒絕了合作構想，而是採用另一途徑的研究構想：一款同時可兼容格鬥空戰與超視距空戰的新型空對空飛彈。在1982年，馬特拉公司獲得法國空軍的委託，開發這款新型飛彈。
雲母飛彈在1991年開始進行實彈測試，1992年完成開發，1996年進入量產階段服役。

## 設計
雲母飛彈是一種短中程飛彈，也就是同一枚飛彈覆蓋了短程同中程兩種空對空導彈的攻擊範圍，不論是視距內(WVR)及或視距外(BVR)都可適用。其最短可攻擊目標距離可短至500公尺，比美國AIM-9響尾蛇飛彈的最短可攻擊範圍600公尺還短，最遠的攻擊距離超過60公里，最遠不超過80公里，與美國AIM-120先進中程空對空飛彈AMRAAM相當（AIM-120C、48km，AIM120D、72km）。這樣的性能比較少有，一款飛彈俱備短中程兩種飛彈的功能，除了可以省卻後勤的複雜性外，也增加了作戰時的靈活性，同時省去了發射前的選擇步驟。

雲母飛彈重量較它國同型飛彈要輕（112公斤），約為美AIM-120先進中程空對空飛彈的三分之二（152公斤），但廠商宣稱射程與國外中程飛彈相等，並可掛載在大部分短程空對空飛彈的硬點上，同時因配備了向量推力噴嘴，飛彈機動性上限可達50G；外界推測其性能是以較低的氣動阻力外型配合向量推力的敏捷性所締造，但雲母飛彈較輕盈的彈頭與操作時間較短的發動機推進能量有限，在艦射版本時即使裝備了加力器，射程即大幅下修至最遠20公里。
雲母飛彈的導引模式有兩種：雲母EM（MICA-EM）以主動雷達導引，雲母IR（MICA-IR）以紅外線影像導引。兩型號皆具備中途慣性導航功能，也都可射後不理。
雲母飛彈的主動雷達尋標器由達梭電子公司（現由泰雷茲集團收購）開發，稱為AD-4A，這款尋標器後來也被流星飛彈與阿斯特飛彈採用。AD-4A尋標器的工作頻率為Ku波段，尋標器整體採模組化設計，分為10個總成，可因應飛彈款式的不同更換總成進而改變尋標器性能。尋標器的鼻錐罩由陶瓷製造，可讓J波段的電磁波頻率穿透。雲母飛彈的鼻錐罩與主動雷達尋標器總重量為12公斤。紅外線尋標器則是由賽峰電子與國防公司開發。
雲母飛彈的彈頭為TDA軍備公司開發，為重12公斤的高爆破片彈頭。

### 防空飛彈

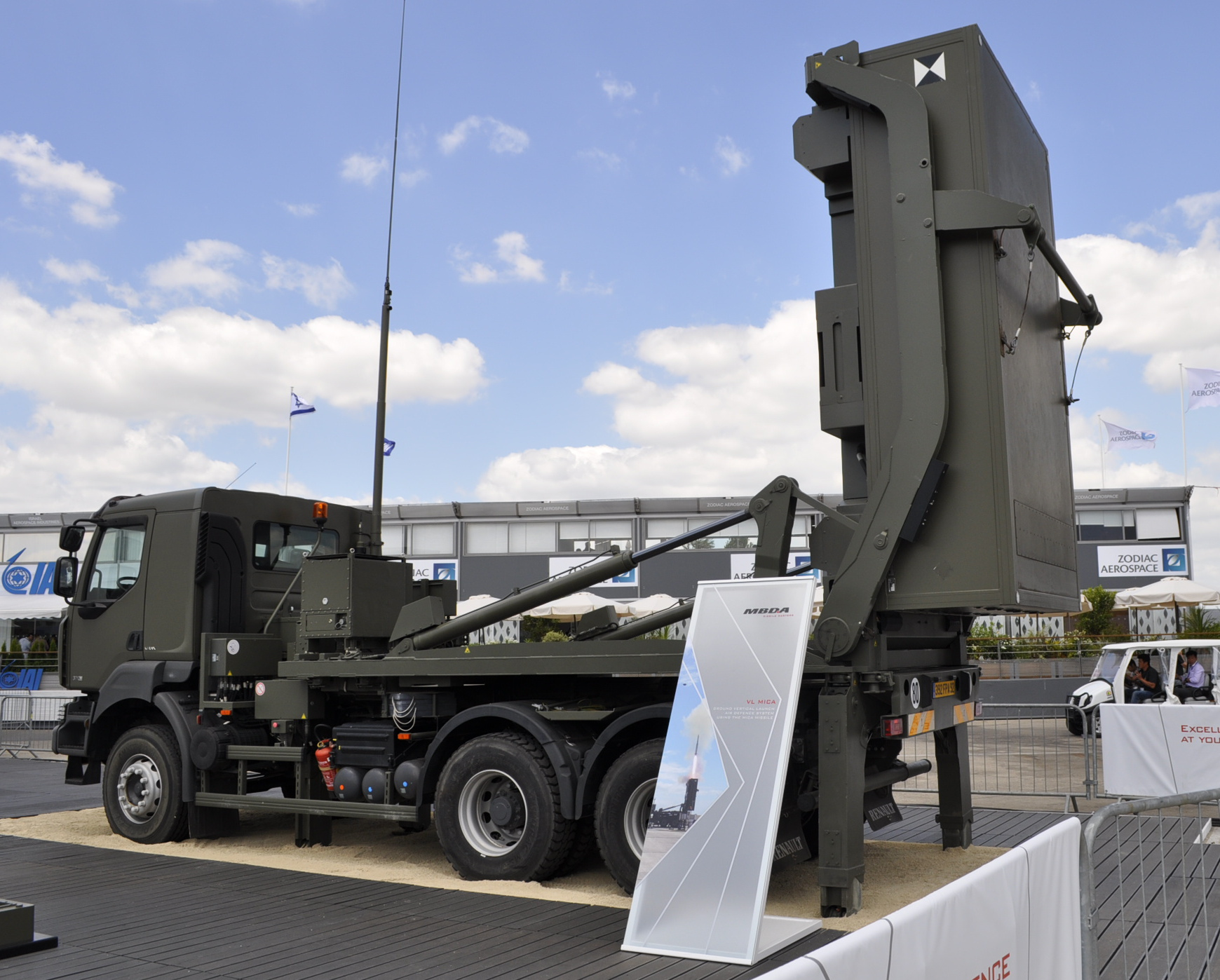
2015年巴黎航展展示VL MICA SHORAD(垂直發射雲母短程防空飛彈)發射車

雲母也可充當短程防空導彈，稱為VL MICA SHORAD(意即：垂直發射雲母短程防空飛彈)，在這種情況下，雲母導彈會自載俱的發射箱內發射。2008年10月23日，15：30，垂直發射雲母通過了14次發射測試的最後一次，可以大量生產，十次測試中，主動雷達制導的雲母飛彈擊中12km(海狼飛彈射程的兩倍)外的掠海飛行目標。目前陸射型有泰國、摩洛哥、沙烏地阿拉伯等國陸軍採購，艦射型的雲母飛彈則預計成為法國海軍阿基坦級巡防艦的標準武裝，建成後改用阿斯特飛彈。

### 新世代雲母飛彈（MICA NG）
法國在2019-2025國防軍事規劃法決定開發新型雲母飛彈（MICA NG），以對抗日益精進的匿蹤戰機及反介入能力，法國政府在2018年11月訂購了567枚MICA NG，計劃在2026年至2031年間交運。
MICA NG將維持現在雲母飛彈的配置概念，同樣有分雷達導引和紅外線導引之型號，但除了保留飛彈外觀的氣動構型與重量配置外，內部所有的零配件都將全部更換以提升性能。法國計劃在新型雲母飛彈上達成全面棄用美國零組件，避免被國際武器貿易條例給限制，使雲母飛彈的外銷更加自由。MICA NG和現役MICA的差別在換用推進能量增加的雙脈衝固態火箭發動機，增加射程，雷達導引版本則計劃引進主動電子掃描陣列雷達尋標器。紅外線尋標器版本則將換用更先進的紅外線矩陣尋標器，MBDA聲稱這個新型尋標器可以分辨匿蹤目標與無人機。
透過對全部零附件的汰換與小型化以及更換長尺寸的雙脈衝固態火箭發動機，雲母NG號稱紅外線版本射程將有80公里、主動雷達尋標器版本為100公里。

## 服役情況
MBDA公司宣稱至2010年底雲母飛彈已經有240次成功發射紀錄，命中率達93%。
法國空軍及海軍共訂了1110枚雲母飛彈，當中主動雷達制導及紅外線影象制導各佔一半，法國空軍的首批導彈在1990年已裝備於其37架幻象2000-5型戰機，至2010年11月，共有1000枚已經附運，該批訂單在2012年已全數交貨完畢。
1992年中華民國空軍成為第一位出口客戶，該批MICA用於裝備其幻象2000機隊，雷達及紅外線版本共960枚。中華民國空軍的雲母飛彈與幻象機同時運交，然而因購置將近15年已經開始出現飛彈零件壽限問題，在2011年時遂委由中科院針對雲母飛彈的導引段、藥柱進行檢測，並從其中選出堪用品供幻象戰機掛載。在2016年後，中華民國空軍與MBDA達成協議，進行雲母飛彈與魔法飛彈的原廠延壽工程。
2012年1月，印度購買EM及IR MICA導彈共490枚以裝備其升級了的幻象2000H(航電雷達升級到幻象2000-5 MK2水準)，而因為印度的MMRCA計劃選取了疾風戰機，預計印度將會採購更多MICA導彈。同時從2008年6月起，法國便向印度推銷VL-MICA提供陸軍或海軍運用，但是該推銷目前未有結果。

## 使用國
埃及
 新加坡

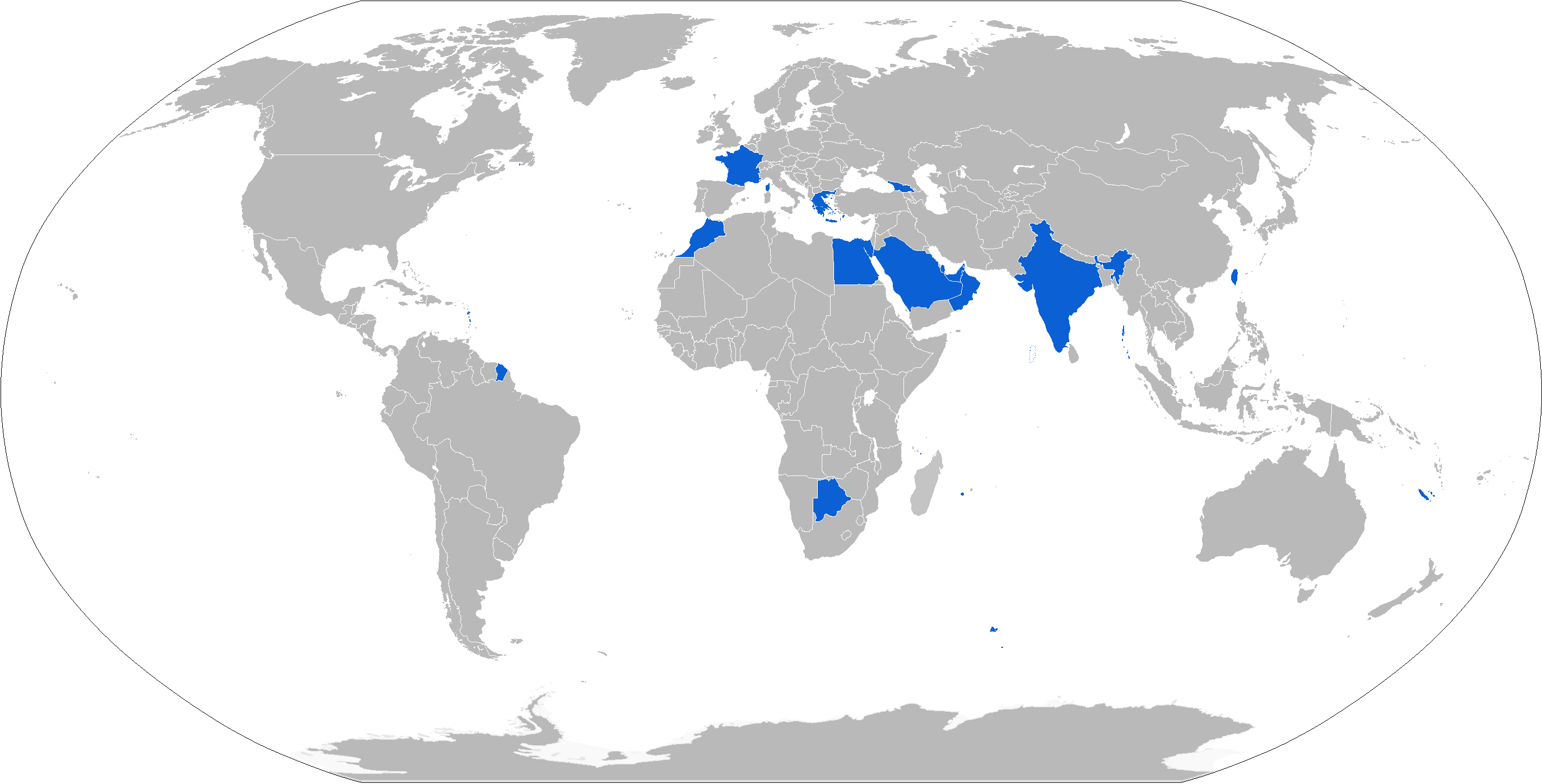
使用藍色表示雲母飛彈的使用國

- 新加坡海軍 - 獨立級近海任務艦安裝了12連裝垂直發射型雲母防空導彈

 法國
- 法國空軍
- 法國海軍

 希腊
- 希臘空軍

 摩洛哥
- 摩洛哥皇家陸軍
- 摩洛哥皇家空軍
- 摩洛哥皇家海軍

阿曼
- 阿曼皇家海軍 - 三艘夏米赫級護衛艦安裝了垂直發射型雲母防空導彈

- 卡塔爾埃米爾空軍

 中華民國
- 中華民國空軍

 阿联酋
- 阿聯酋空軍

 印度
- 印度空軍[11]

 马来西亚
- 馬來西亞皇家海軍

 印度尼西亞
- 印度尼西亞海軍 - 拉登·艾迪·瑪爾塔迪納塔級巡防艦安裝了12連裝垂直發射型雲母防空導彈

 泰國
- 泰國陸軍

 沙烏地阿拉伯
- 沙特阿拉伯國民警衛隊

## 外部連結
- MBDA MICA page

- army-technology.com （页面存档备份，存于）